# خلود الظاهري
خلود أحمد جوعان راشد الظاهري (مواليد 1977م-)، هي أول قاضي في تاريخ دولة الإمارات العربية المتحدة. وكانت وقتها أصغر قاضية عربية.

## الحياة العملية
حصلت على شهادة البكالوريوس في الشريعة والقانون من جامعة الإمارات العربية المتحدة، وتلقت تدريبًا قانونيًا متخصصًا في مجالات مثل الحلول البديلة لفض النزاعات. 
في عام 2008، تم تعيينها كقاضية ابتدائية في دائرة القضاء في أبوظبي، لتكون بذلك أول امرأة تشغل هذا المنصب في الدولة.
عرف عنها ايضًا اهتمامها بالشؤون الأسرية وحقوق الطفل والمرأة. كرمها الشيخ محمد بن راشد آل مكتوم  نائب رئيس دولة الإمارات رئيس مجلس الوزراء حاكم دبي.